# Fertilización carbónica
La fertilización carbónica (o abonado con CO2) consiste en añadir CO2 al ambiente en el cual se cultivan las plantas para mejorar su desarrollo o productividad.
Aunque el agua disuelve muy bien el CO2, el abonado se debe hacer en el ambiente, ya que las plantas no pueden absorber CO2 por las raíces. Las plantas acuáticas, por supuesto, sí pueden absorberlo del agua, lo que les da una gran ventaja: muchas algas y plantas acuáticas tiene crecimientos inalcanzables por las plantas terrestres. Las lentejas de agua duplican su masa en 48 hora si se dan las condiciones adecuadas, y hay algas que pueden duplicar su biomasa en 12 horas.
De todas formas, según la Ley del Mínimo, el aporte de CO2 no producirá más biomasa si otro nutriente es limitante.
El CO2 es muy importante en invernaderos. Hay una gran densidad de plantas y el CO2, ya escaso en espacios abiertos, se consume. La opción más sencilla para paliarlo es renovar el ambiente con aire del exterior, pero también se puede utilizar quemadores de gas, CO2 almacenado en estado líquido o sólido, con los gases procedentes de motores que funcionen con combustibles, como el gas natural o el GLP, etc.

## Métodos ecológicos
Los métodos de fertilización carbónica habituales tiene bastante impacto en el medio ambiente. Producen gases de efecto invernadero y consumen energía. Aunque a veces se reaprovecha el CO2 de otros usos, como calefacción o producción de energía. (Véase cogeneración).
Se ha buscado métodos ecológicos más baratos y de bajo impacto (ecológico, económico, recursos). Entre ellos criar animales en el mismo ambiente que las plantas o compostar dentro o cerca del invernadero.
Además de producir CO2, también se produce calor, que puede ser beneficioso para las plantas. Un inconveniente que se debe evitar son las emisiones de amoniaco, ácido sulfhídrico y otros gases nocivos para las plantas. Tanto el compostaje como los desechos de los animales pueden producirlos.

## Fertirrigación carbónica
El CO2 también se puede utilizar en el agua de riego, aunque las raíces no puedan absorberlo para la fotosíntesis. Tiene otras ventajas, como preservar de los depósitos de cal en el sistema de riego, y la acidez ayuda a regular el pH y a hacer disponibles otros nutrientes.
En un entorno cerrado y profundo, como el de un invernado, además de que haya una temperatura aceptable, es fácil que el CO2 se disipe al ambiente y produzca una fertilización carbónica útil para a mejorar la fotosíntesis.